# Giengen an der Brenz
Giengen an der Brenz är en stad i Landkreis Heidenheim i regionen Ostwürttemberg i Regierungsbezirk Stuttgart i förbundslandet Baden-Württemberg i Tyskland 30 km nordost om Ulm.  Staden har cirka 20 000 invånare.
Staden ingår i kommunalförbundet Giengen an der Brenz tillsammans med kommunen Hermaringen.

## Historia
Staden omnämns för första gången i ett dokument från år 1078. Giengen fick stadsrättigheter på 1200-talet och blev fri riksstad i Tysk-romerska riket 1391, en status som staden behöll till mediatiseringen 1803, då den införlivades i kungariket Württemberg.